# Smeđi hvataš
Smeđi hvataš (lat. Ateles hybridus) vrsta je primata iz porodice hvataša. Živi u sjeveroistočnoj Kolumbiji i zapadnoj Venezueli, a najčešća njegova staništa su kišne šume. Kritično je ugrožena vrsta, prijeti mu izumiranje.

## Izgled
Smeđi hvataš ima jako mršavo tijelo, a udovi su mu tanki i dugi. Tijelo je dug 45-50 centimetara, dok je rep dosta dulji sa svojih 75-80 centimetara. Masa tijela varira između sedam i deset kilograma, s tim da su mužjaci ponešto teži od ženki. Krzno je smeđe boje, dok su prednja strana tijela i unutrašnjost nogu sive do bijele boje. Ruke su duge i savijene poput kuke. Na krajnjem dijelu repa nema dlaka.

## Način života
Dnevna je i arborealna životinja. Kreće se brzo i vješto među granama na različite načine. Živi u skupinama sastavljenim od dvadesetak životinja, koje se dijele na manje podskupine u potrazi za hranom. Prehrana je uglavnom sastavljena od različitih plodova, ali ovaj majmun nekad zna jesti i druge biljne dijelove, kao što su listovi.
Gestacija traje oko 225 dana, te njezin rezultat obično bude jedno mladunče, kojega majka doji oko godinu dana. Spolno zrelo postaje nakon četiri do pet godina.

## Vanjske poveznice
- ARKive - Slike i video zapisi  Arhivirana inačica izvorne stranice od 15. travnja 2006. (Wayback Machine)